# 1882年5月17日日食
1882年5月17日日食为一次在协调世界时1882年5月17日出現的日全食。該次日食食分為1.0200，食甚維持1分50秒。

## 概述
這次日食的食分是1.0200，全食維持1分50秒。

## 基本參數
- 類型：日全食
- 食甚資料：
  - 日期：1882年5月17日
  - 時間：7時36分27秒
  - 地點：38N 62E
  - 食分：1.0200
  - 日全食持續時間：1分50秒

## 外部連結
- NASA日食專頁（页面存档备份，存于）（英文）